# Gherard Neufert
Gherard Neufert (Curitiba, 1 de março de 1917 – 26 de novembro de 1982) foi um engenheiro químico e político brasileiro.
Filho de Carlos Neufert e Elisabeth Repp Neufert. Foi casado e teve filhos.
Foi eleito duas vezes vereador para a Câmara Municipal de Blumenau, com mandatos de 1948 a 1951 e de 1951 a 1955, pela União Democrática Nacional (UDN). Em 26 de janeiro de 1955 foi eleito prefeito de Blumenau, exercendo o cargo de 26 de janeiro de 1955 a 31 de janeiro de 1956, em substituição a Hercílio Deeke, que renunciou para assumir como deputado federal.
Foi candidato a deputado estadual para a Assembleia Legislativa de Santa Catarina nas eleições de 1954 pela União Democrática Nacional (UDN), recebendo 2.490 votos, ficando na posição de suplente e foi convocado para a 3ª Legislatura (1955-1959).